# Елстерверда
Елстерверда (њем. Elsterwerda) град је у њемачкој савезној држави Бранденбург. Једно је од 33 општинска средишта округа Елбе-Елстер. Према процјени из 2010. у граду је живјело 8.959 становника. Посједује регионалну шифру (AGS) 12062124.

## Географски и демографски подаци
Елстерверда се налази у савезној држави Бранденбург у округу Елбе-Елстер. Град се налази на надморској висини од 90 метара. Површина општине износи 40,6 km². У самом граду је, према процјени из 2010. године, живјело 8.959 становника. Просјечна густина становништва износи 221 становника/km².